# Johanna Zaeske-Fell
Johanna Zaeske-Fell, geborene Zaeske, (* 31. Januar 1894 in Barth, Landkreis Franzburg; † 5. August 1969 in Aachen) war eine deutsche Schriftstellerin.

## Leben
Johanna Zaeske wurde in ihrer Jugend von ihrer vorpommerschen Heimat geprägt. Mit 20 Jahren ging sie an die Königliche Kunstschule zu Berlin. Sie wurde zur Zeichenlehrerin, Turnlehrerin und Gesangslehrerin ausgebildet. Anschließend arbeitete sie als Lehrerin in ihrer Heimatstadt Barth und in Greifswald. 1925 heiratete sie und lebte seitdem in Aachen.
Sie veröffentlichte Gedichte, Erzählungen und ein Schauspiel. Einige ihrer Gedichte wurden von Johann Lütter vertont.

## Werke (Auswahl)
- Die Baumfrau. Gedichte. Orplid-Verlag, Berlin 1925.
- Das Kind Suse. Paulinus-Druckerei, Trier 1938.
- Die Birkenkantele. 5 Erzählungen. Matthias-Grünewald-Verlag, Mainz 1948.
- Mitternachtsonne. Höfling, München 1955. (Schauspiel)